# Il conte di S. Elmo
Il conte di S. Elmo (St. Elmo) è un film muto del 1923 diretto da Jerome Storm. Prodotto e distribuito dalla Fox Film Corporation, il film uscì nelle sale il 30 settembre 1923.
Remake di due versioni precedenti del romanzo di Augusta Jane Evans Wilson, una del 1910, con Maurice Costello, e una del 1914, interpretato dalla stessa romanziera.
La pellicola è considerata perduta.

## Produzione
Il film fu prodotto dalla Fox Film Corporation.

## Distribuzione
Distribuito dalla Fox, il film uscì nelle sale cinematografiche statunitensi il 30 settembre 1923, mentre in Italia arrivò solo nel 1928.

### Date di uscita
- USA	30 settembre 1923
- Portogallo	11 gennaio 1927

Alias
- O Apóstata	Portogallo
- Saint Elmo	USA (spelling alternativo)

## Differenti versioni
- St. Elmo - cortometraggio (1910)
- St. Elmo, regia di J. Gordon Edwards (1914)
- St. Elmo, regia di Jerome Storm (1923)